# Draconarius pseudocoreanus
Draconarius pseudocoreanus là một loài nhện trong họ Amaurobiidae.
Loài này thuộc chi Draconarius. Draconarius pseudocoreanus được Yajun Xu & S. Q. Li miêu tả năm 2008.